# بویوک بی‌لی
بویوک بی‌لی (به لاتین: Böyükbəyli) یک منطقه مسکونی در جمهوری آذربایجان است که در شهرستان آق‌دام واقع شده است.